# Woodhall Spa
Woodhall Spa är en ort och civil parish i Storbritannien.   Den ligger i grevskapet Lincolnshire och riksdelen England, i den sydöstra delen av landet, 180 km norr om huvudstaden London. Woodhall Spa ligger 15 meter över havet och antalet invånare är 4 225.
Terrängen runt Woodhall Spa är platt. Runt Woodhall Spa är det ganska tätbefolkat, med 75 invånare per kvadratkilometer. Närmaste större samhälle är Heighington, 17,6 km väster om Woodhall Spa. Trakten runt Woodhall Spa består till största delen av jordbruksmark.